# Carl-Johan Vallgren
Carl-Johan Vallgren (1964) è un musicista e scrittore svedese.
Nel 1987 ha esordito come scrittore pubblicando nel tempo racconti e romanzi.
Nel 2002 vince il prestigioso August Prize in Svezia con il suo romanzo Storia di un amore straordinario.
Si ricorda tra i suoi maggiori successi anche il romanzo Notizie sul giocatore Rubašov.
Dal 2013 inizia a scrivere romanzi gialli con protagonista Danny Katz, un ex interprete e traduttore del governo svedese. I romanzi vengono pubblicati anche in Italia da Marsilio Editori a partire dal 2015.

## Opere
- Nomaderna (1987)
- Längta bort (1988)
- Fågelkvinnan (1990)
- Berättelser om sömn och vaka (1994)
- Dokument rörande spelaren Rubashov (1996)
- För herr Bachmanns broschyr (1998)
- Berlin på 8 kapitel (1999)
- Den vidunderliga kärlekens historia (2002)
- Kunzelmann och Kunzelmann (2009)
- Havsmannen (2012)

### Serie di Danny Katz
- 2013 - Skuggpojken - Il bambino ombra (2015), Marsilio Editori, traduzione di Laura Cangemi (ISBN 978-88-317-2138-7)
- 2015 - Svinen - Nel tunnel (2016), Marsilio Editori, traduzione di Laura Cangemi (ISBN 978-88-317-2499-9)

## Discografia
- Klädpoker med djävulen (1996)
- Easy listening för masochister (1998)
- Kärlek och andra katastrofer (2001)
- 2000 mil, 400 nätter (2003)
- I provinsen (2004)
- Livet (2007)
- Nattbok (2010)